# Atascadero
Atascadero és una població dels Estats Units a l'estat de Califòrnia. Segons el cens del 2000 tenia 26.411 habitants.

## Demografia
Segons el cens del 2000, Atascadero tenia 26.411 habitants, 9.531 habitatges, i 6.814 famílies. La densitat de població era de 381,4 habitants per km².
Dels 9.531 habitatges en un 35,9% hi vivien nens de menys de 18 anys, en un 55,5% hi vivien parelles casades, en un 11,4% dones solteres, i en un 28,5% no eren unitats familiars. En el 22% dels habitatges hi vivien persones soles el 8,1% de les quals corresponia a persones de 65 anys o més que vivien soles. El nombre mitjà de persones vivint en cada habitatge era de 2,62 i el nombre mitjà de persones que vivien en cada família era de 3,05.
Per edats la població es repartia de la següent manera: un 25,6% tenia menys de 18 anys, un 8,3% entre 18 i 24, un 28,8% entre 25 i 44, un 25,8% de 45 a 60 i un 11,5% 65 anys o més.
L'edat mediana era de 38 anys. Per cada 100 dones de 18 o més anys hi havia 105,4 homes.
La renda mediana per habitatge era de 48.725 $ i la renda mediana per família de 55.009 $. Els homes tenien una renda mediana de 41.692 $ mentre que les dones 29.740 $. La renda per capita de la població era de 20.029 $. Entorn del 6,9% de les famílies i el 9% de la població estaven per davall del llindar de pobresa.

## Poblacions més properes
El següent diagrama mostra les poblacions més properes.